# آلیسا ونگ
آلیسا وُنگ (به انگلیسی: Alyssa Wong) نویسنده داستان‌های ادبی آمریکایی از نژاد چینی و فیلیپینی است. او داستان کوتاه و شعر منتشر کرده‌است، و در دانشگاه ایالتی کارولینای شمالی درس خواند، در سال 2017 با عنوان «استاد هنرهای زیبا» فارغ‌التحصیل شد. در ژوئیه 2018، او به عنوان نویسنده در اورواچ توسط بلیزارد انترتینمنت استخدام شد. در 28 اکتبر سال 2019، طی پنل که در MCM Comic Con London برگزار شد، اعلام شد که او در حال نوشتن یک مجموعه کمیک طنز به اسم 2020 Doctor Aphra جنگ ستارگان برای مارول کامیکس است.

## کتابشناسی - فهرست کتب

### کتابهای چاپی
- مشت مشتی در صاعقه و گلهای وحشی (۲۰۱۶)

### داستان کوتاه
- "ملکه فیشر" (۲۰۱۴)
- "مترسک" (۲۰۱۴)
- "Santos de Sampaguitas" (2014)
- "دختران گرسنه مادران گرسنه" (۲۰۱۵)
- "مشت مشتی در صاعقه و گلهای وحشی" (۲۰۱۶)
- "اگر بمانید مطمئناً اینجا غرق خواهید شد" (۲۰۱۶)
- "قلب خرگوش" (۲۰۱۶)
- "Natural Skin" (2016)
- "اژدهای سفید" (۲۰۱۶)
- "استخوان‌های تو ناشناخته نخواهد بود" (۲۰۱۶)
- "محصول خدا" (۲۰۱۷)
- "A Clamour of Bones" (2017)
- "همه زمانی که ما برای گذراندن وقت خود باقی مانده‌ایم" (۲۰۱۸)
- "What My Mother Left Me" (2018)
- "Olivia's Table" (2018)
- "آنچه پشت سر گذاشتی" (۲۰۱۹)

### شعرها
- «برای دختر باغبان» (۲۰۱۵)

### مقاله‌ها
- "Here's How It Goes" (2015)
- "Buzzword" (2016)
- "The H Word: The Darkest, Truest Mirrors" (2016)
- "They Love Me Not: How villains خیالی زندگی من را نجات دادند" (۲۰۱۶)

## جوایز
- جایزه سحابی بهترین داستان کوتاه ۲۰۱۴ (فینالیست)،[۶] جایزه شرلی جکسون ۲۰۱۴ (فینالیست)،[۷] جایزه جهانی فانتزی ۲۰۱۵ برای بهترین داستان کوتاه (فینالیست)،[۸] برای «ملکه فیشر».[۹]
- جایزه سحابی ۲۰۱۵ برای بهترین داستان کوتاه (برنده)، جایزه جهانی فانتزی ۲۰۱۶ برای بهترین داستان کوتاه (برنده)،[۱۰] جایزه شرلی جکسون ۲۰۱۵ (فینالیست)،[۱۱] جایزه لوکوس ۲۰۱۶ برای بهترین داستان کوتاه (فینالیست)،[۱۲] جایزه ۲۰۱۵ برام استوکر برای داستان کوتاه،[۱۳] برای " دختران گرسنه مادران گرسنه ".[۳]
- جایزه جان دبلیو کمپبل ۲۰۱۶ برای بهترین نویسنده جدید (فینالیست)[۱۴] (همچنین، تجزیه و تحلیل توسط Io9 نشان داد که، اگر کمپین دستکاری آرا ball توله سگهای غمگین نبود، وونگ نیز نامزد نهایی جایزه ۲۰۱۵ بود)[۱۵]
- جایزه لوکوس ۲۰۱۷ برای بهترین رمان (برنده)،[۱۶] جایزه سحابی بهترین رمان (فینالیست)،[۱۷] جایزه هوگو برای بهترین رمان (فینالیست) 2017[۱۸] برای «اگر بمانید مطمئناً اینجا غرق می‌شوید».[۱۹]
- جایزه لوکوس ۲۰۱۷ برای بهترین داستان کوتاه (فینالیست)، جایزه سحابی ۲۰۱۶ برای بهترین داستان کوتاه (فینالیست)، جایزه هوگو ۲۰۱۷ برای بهترین داستان کوتاه (فینالیست) برای "مشت مشت مجازات در رعد و برق و گلهای وحشی ".[۲۰]